# Henry Grunwald
Henry Grunwald, właśc. Heinz Grünwald (ur. 3 grudnia 1922 w Wiedniu, zm. 26 lutego 2005 w Nowym Jorku) – dziennikarz pochodzenia austriackiego, dyplomata.
Był synem Alfreda Grünwalda, librecisty współpracującego m.in. z Lehárem i Kálmánem. W 1938 po Anschlussie Austrii wraz z rodziną opuścił Wiedeń i udał się początkowo do Paryża we Francji, a w 1940 do Stanów Zjednoczonych. Tam studiował w Nowym Jorku i rozpoczął pracę w magazynie „Time”, z którym był związany aż do przejścia na emeryturę w 1987. W 1988 prezydent USA Ronald Reagan mianował go ambasadorem Stanów Zjednoczonych w Austrii, funkcję sprawował do 1990.